# مجلة وزارة الزراعة
مجلة وزارة الزراعة، تعتبر من المجلات الصادرة في عهد وزير الزراعة السعودي عبد الله الدباغ في عام 1375هـ.

## بدايات المجلة
صدر العدد الأول من المجلة عن شهور محرم وصفر وربيع الأول عام 1375هـ، وكان شعار المجلة «أفرأيتم ما تحرثون أأنتم تزرعونه أم نحن الزارعون» وتعتبر مجلة وزارة الزراعة مجلة حكومية، وتوزع مجاناً، وكانت تهدف إلى إرشاد المزارعين وتوجيههم لأحدث الأساليب والعمليات الزراعية في أسلوب سهل واضح محاولين قدر الأمكان أن تتناول في كل عدد من المواضيع ما يتناسب والفصل أو الموسم الذي يصادف صدوره فيه، كما تعتبر منبر لكل مزارع بل لكل مواطن ننشر له فيها ما نرأه جديراً بالنشر من آراء وتجارب ذات صلة بالزراعة وقال أيضاً- أن المجلة ستكون سبيلاً لتحقيق مبادئ السياسة الزراعية السليمة تتمثل في توسيع الإنتاج الزراعي، وتحسينه، وتنويعه، وترخيصه، وتصريفه، والعناية بشؤون المزارع حتى تقوم نهضتنا الزراعية على أسس متينة من العلم والمعرفة، واقد صدرت المجلة على مقاس 30×22 في 24 صفحة بغلاف ملون جميل، وطُبعت بمطابع الاصفهاني وشركاه، وصدر العدد الأول من المجلد الثاني في شهر محرم عام 1376هـ عن الشهور المحرم، وصفر، وربيع الأول باسم (الزراعة) (مجلة زراعية ثقافية ارشادية) تصدرها وزارة الزراعة مرة كل شهور صدر هذا العدد على مقاس 24×16 في 96 صفحة أشرف على تحريره (محمد يوسف السركي) المشرف على قسم الثقافة والنشر، وهذا العدد حافل بالمقالات الارشادية الزراعية- وبه كلمات عن الآفات الزراعية، وعلاجها، وطريقة العناية باشجار الفواكه، ومياه الري.

## ظروف المجلة
توقفت المجلة عن الصدور فترة من الزمن، ثم استأنفت صدورها بالعدد الأول من السنة السابعة عام 1380هـ عن الشهور محرم، ربيع الأول من عام 1380هـ باسم مجلة الزراعة، وهذا العدد صدر في 74 صفحة على مقاس 24×16، ولم تتقيد المجلة بعدد الصفحات، فتارةٍ تصدر في 66 صفحة، وأخرى في 88 صفحة أو 96 صفحة، وأما العدد المؤرخ في شهر ذي الحجة من عام 1384هـ صدر بعد فترة من توقف المجلة، وتولى الاشراف على تحريرها لجنة مكونة من مدير الشؤون الزراعية، وقد صدر العدد بكلمة الأمير سلطان بن عبدالعزيز آل سعود وزير الزراعة آنذاك، ومما جاء فيها: «أنه إلى جانب الأرشادات الزراعية المفيدة ونشر الثقافة الزراعية بين المزارعين نسجل تطور الزراعة ووسائلها في المملكة وما تبذله وزارة الزراعة (وزارة البيئة والمياه والزراعة حالياً) من مجهود في هذا التطور» وقد تطورت مجلة الزراعة حيث يتم إخراجها على ورق صقيل أبيض، وكانت تهتم بنشر صور على الغلاف تتمثل في أنواع الأشجار والآلات الزراعية والزهور والحيوانات التي تُستخدم للزراعة، والمجلة لا زالت تصدر إلى الآن.

## انظر ايضاً
- الزراعة
- مجلة المنهل
- مجلة الدارة